# Plaza Giordano Bruno
La Plaza Giordano Bruno es un espacio verde ubicado en el barrio de Caballito de la Ciudad de Buenos Aires, entre las vías del Ferrocarril Sarmiento y las calles Rojas, Giordano Bruno, Neuquén, Parral y Bacacay. El vértice de la plaza entre Parral y Giordano Bruno marca el origen de la Avenida Honorio Pueyrredón.
La plaza fue inaugurada en 2000 en terrenos que habían pertenecido a una playa de maniobras del ferrocarril, luego de que la Legislatura de la Ciudad de Buenos Aires los clasificara el año anterior como destinados a urbanización parque. Su puesta en valor implicó la recuperación de un puente giratorio y rieles ferroviarios incorporados a la parquización del espacio. Recibió el nombre de Giordano Bruno en 2003, como homenaje al astrónomo y matemático italiano muerto en la hoguera de la Inquisición.
En 2008 fue reinaugurada incorporándose una nueva superficie cercana a las vías ferroviarias donde se ubican además canchas de fútbol y pádel, así como un nuevo acceso desde la calle Parral. La plaza cuenta asimismo con espacio de juegos infantiles, canchas de tejo, mesas de ajedrez y una calesita. En 2009 el Gobierno de la Ciudad de Buenos Aires desalojó una huerta que ocupaba ilegalmente parte del extremo oeste del espacio verde. Desde 2014 la Plaza Giordano Bruno ha sido una de las sedes de la campaña de verano Buenos Aires Playa.
Tiene una superficie total de 8500 m² distribuidos en forma irregular, con forma de un rectángulo inclinado en relación con el damero de las calles, resultado del particular origen de los terrenos. La plaza ocupa la traza de las vías de un antiguo ramal de cargas que se desprendía de la vía principal del Ferrocarril del Oeste siguiendo el curso de la actual Avenida Honorio Pueyrredón con dirección a la Chacarita, donde empalmaba con el Ferrocarril Buenos Aires al Pacífico. En su extremo oeste, antes de desembocar en la calle Rojas y la estación Caballito, la Plaza Giordano Bruno se convierte en un pasillo entre las vías del ferrocarril y algunas construcciones edificadas en la misma manzana.

## Galería

Vistas de la plaza
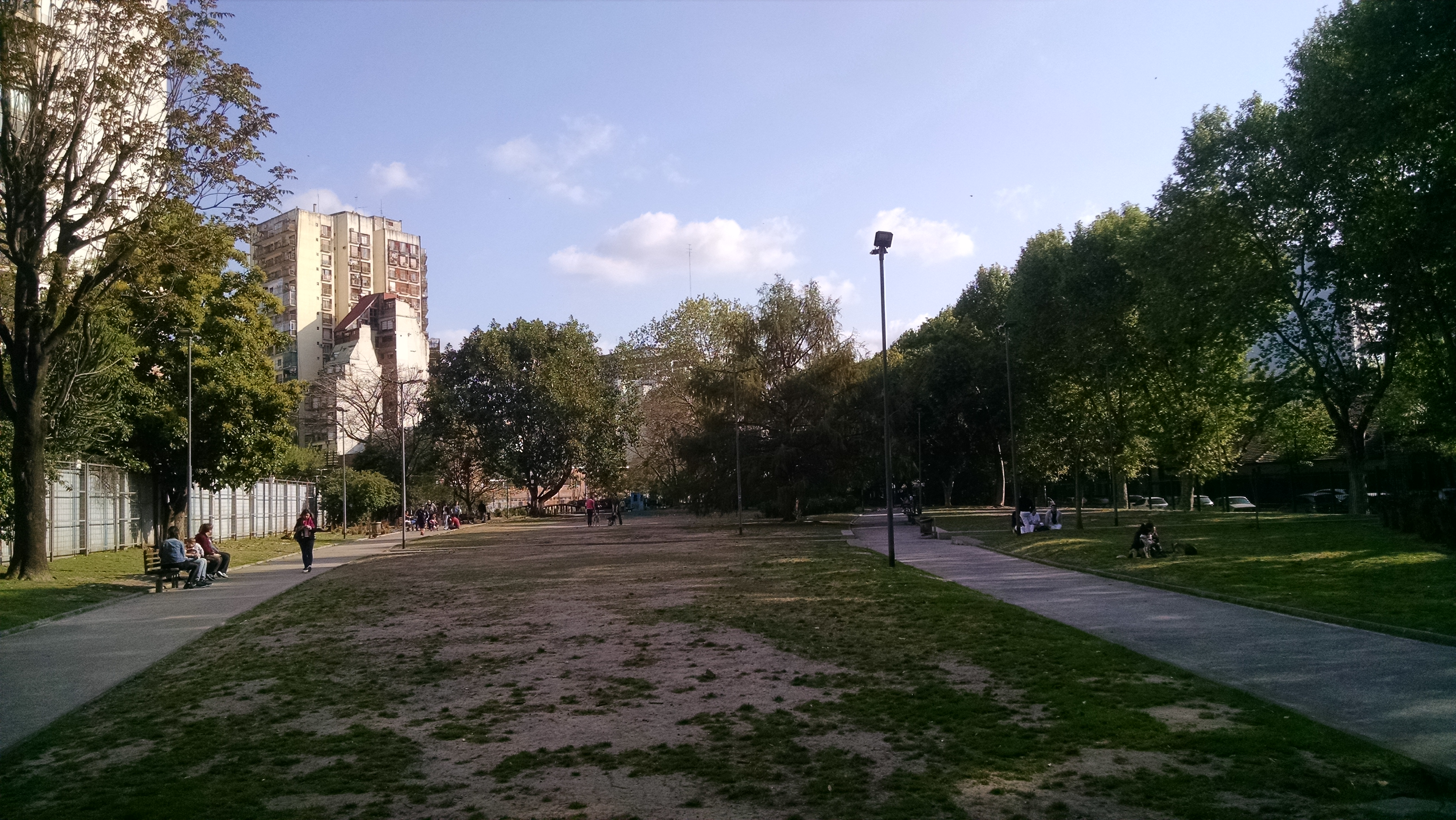
Vista hacia el oeste desde el vértice de Giordano Bruno, Neuquén y Parral.
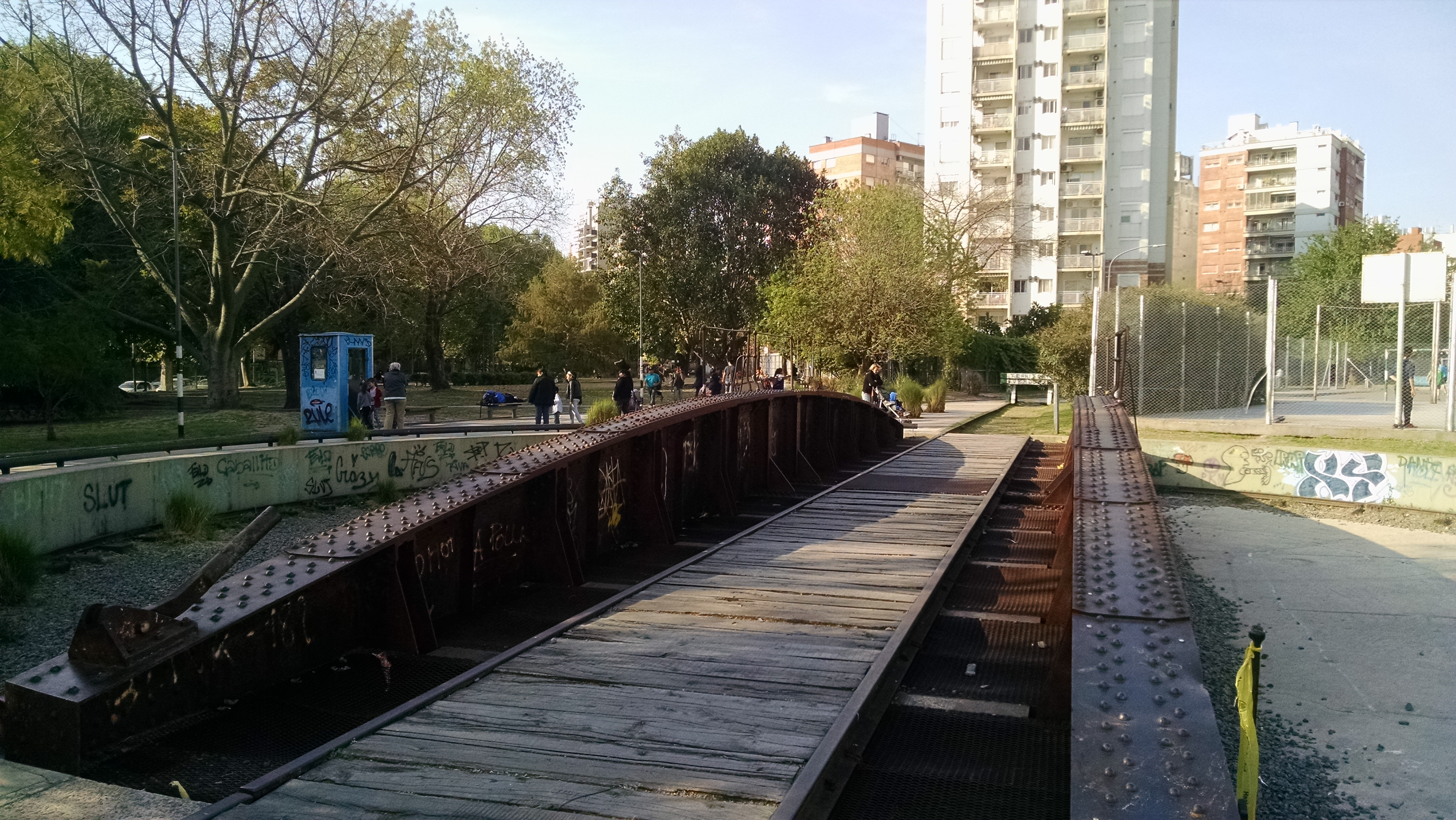
Puente giratorio de la plaza, vista hacia la calle Bacacay.
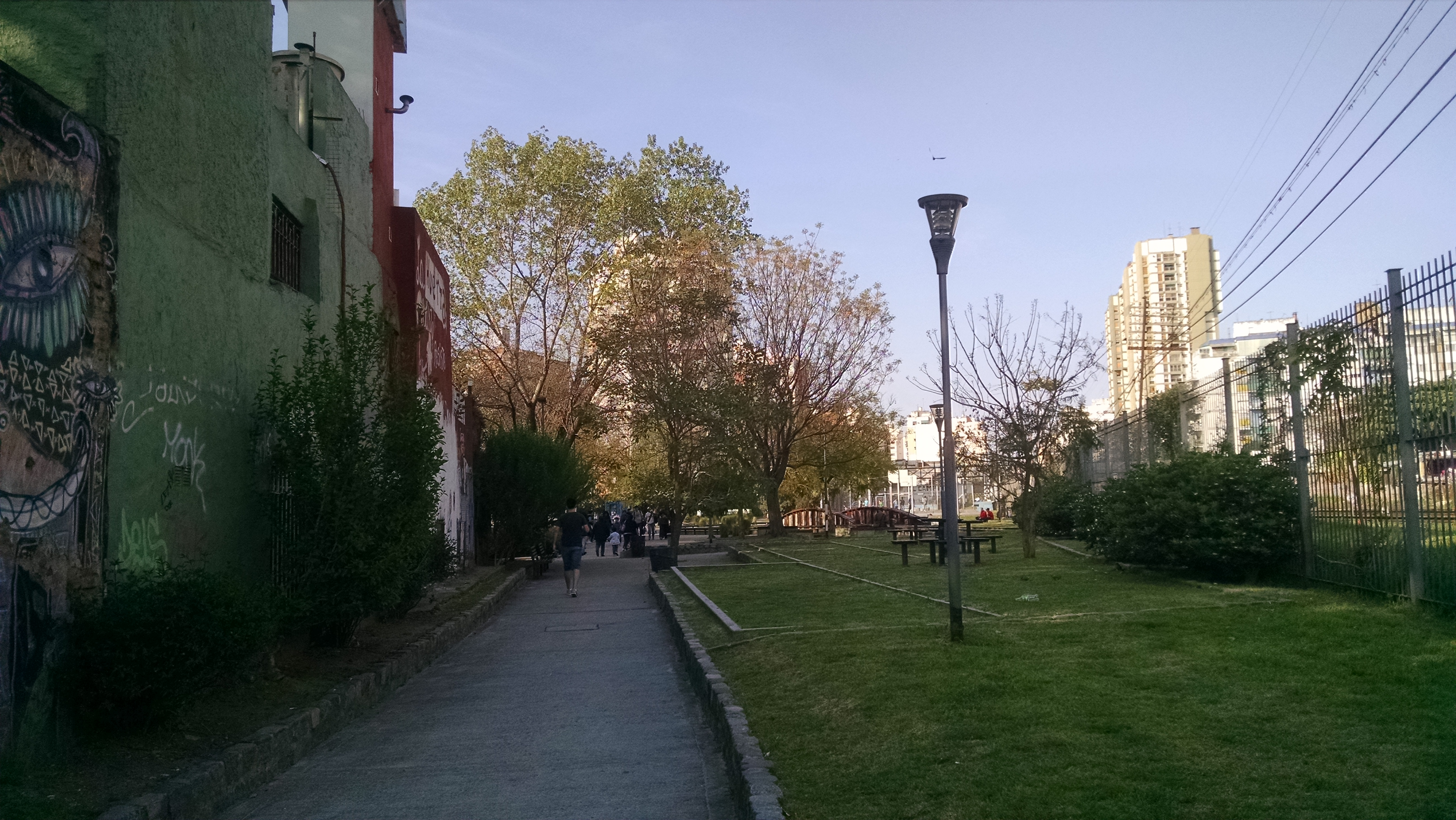
Pasillo que comunica el sector principal de la plaza con el acceso sobre la calle Rojas, vista hacia el este.
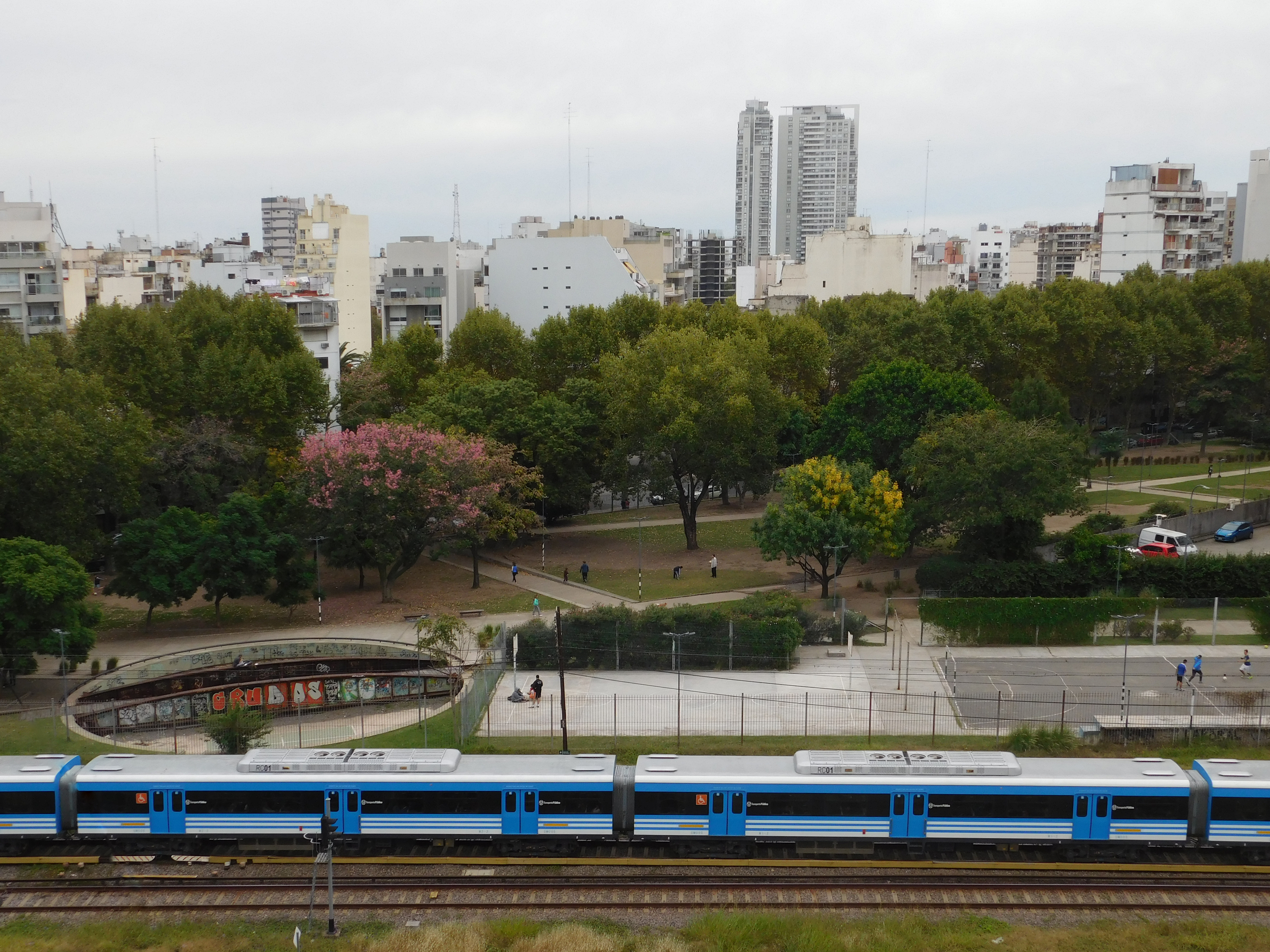
Vista desde la altura, con las vías del ferrocarril.
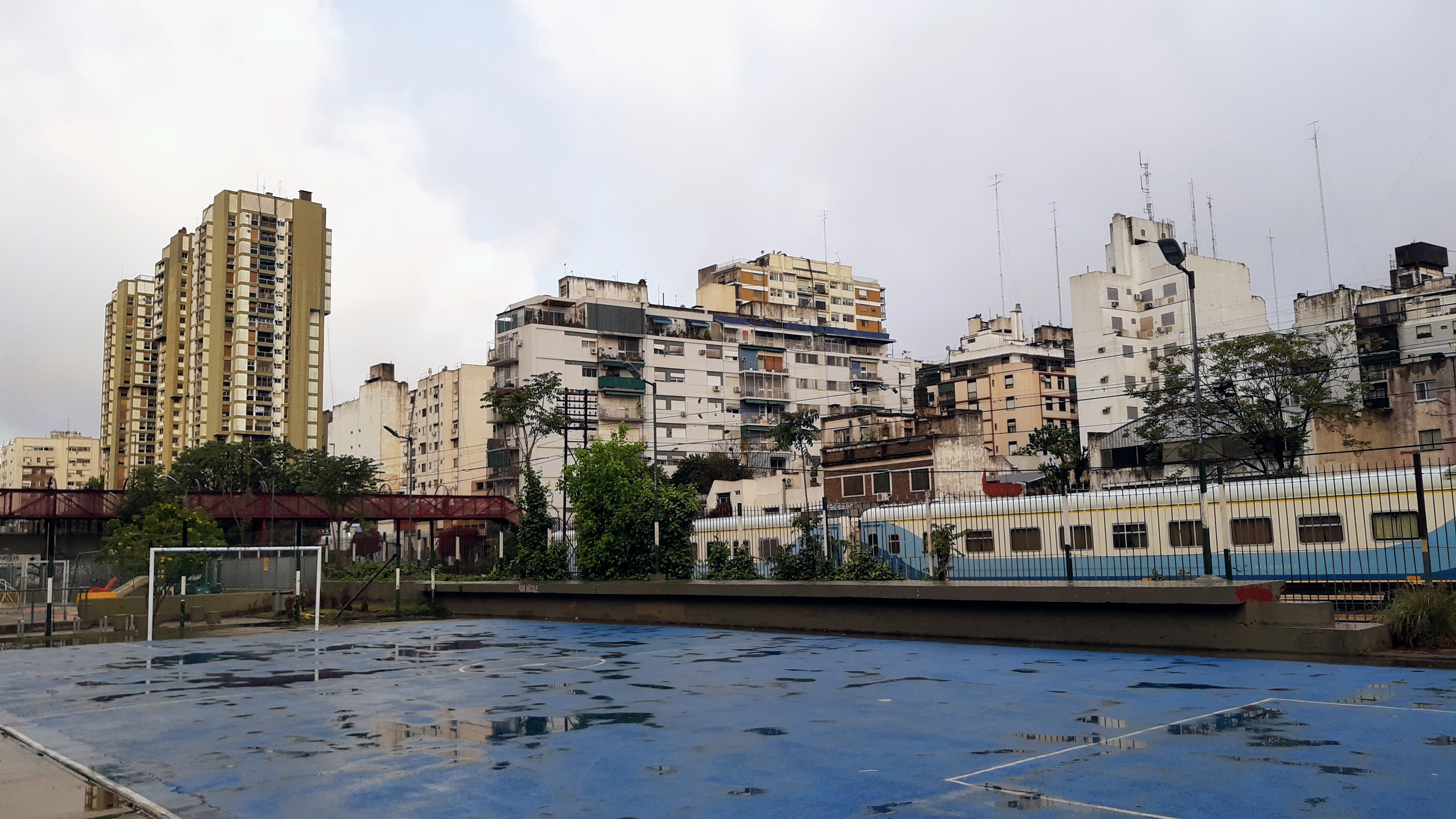
Vista de la cancha multiuso. De fondo se observan los edificios del Conjunto Acoyte.